# Pierre Forgeot
Pour les articles homonymes, voir Forgeot.
Pierre Forgeot est un homme politique français né le 10 mars 1888 à Anglure (Marne) et décédé le 30 juin 1956 à Paris, avocat à la Cour d'appel de Paris. Il est élu, pour la première fois, député de la 3e circonscription de Reims le 10 mai 1914. Il s'engage au 76e régiment d'infanterie dans les premiers jours de la mobilisation en aout 1914.
- Député de la Marne de 1914 à 1924 et de 1928 à 1936. Pour la première législature, il fait partie de la commission des 44, chargée d'examiner le projet de loi sur la réparation des dommages de guerre.

En dehors du Parlement, il fait partie du Comité national d'action pour la réparation des dommages causés par la guerre, que préside M. Larnaude, doyen de la Faculté de Droit de Paris, et il a pris une part active aux travaux de ce groupement.
- Ministre des Travaux Publics du 11 novembre 1928 au 3 novembre 1929 dans les gouvernements Raymond Poincaré (5) et Aristide Briand (11)

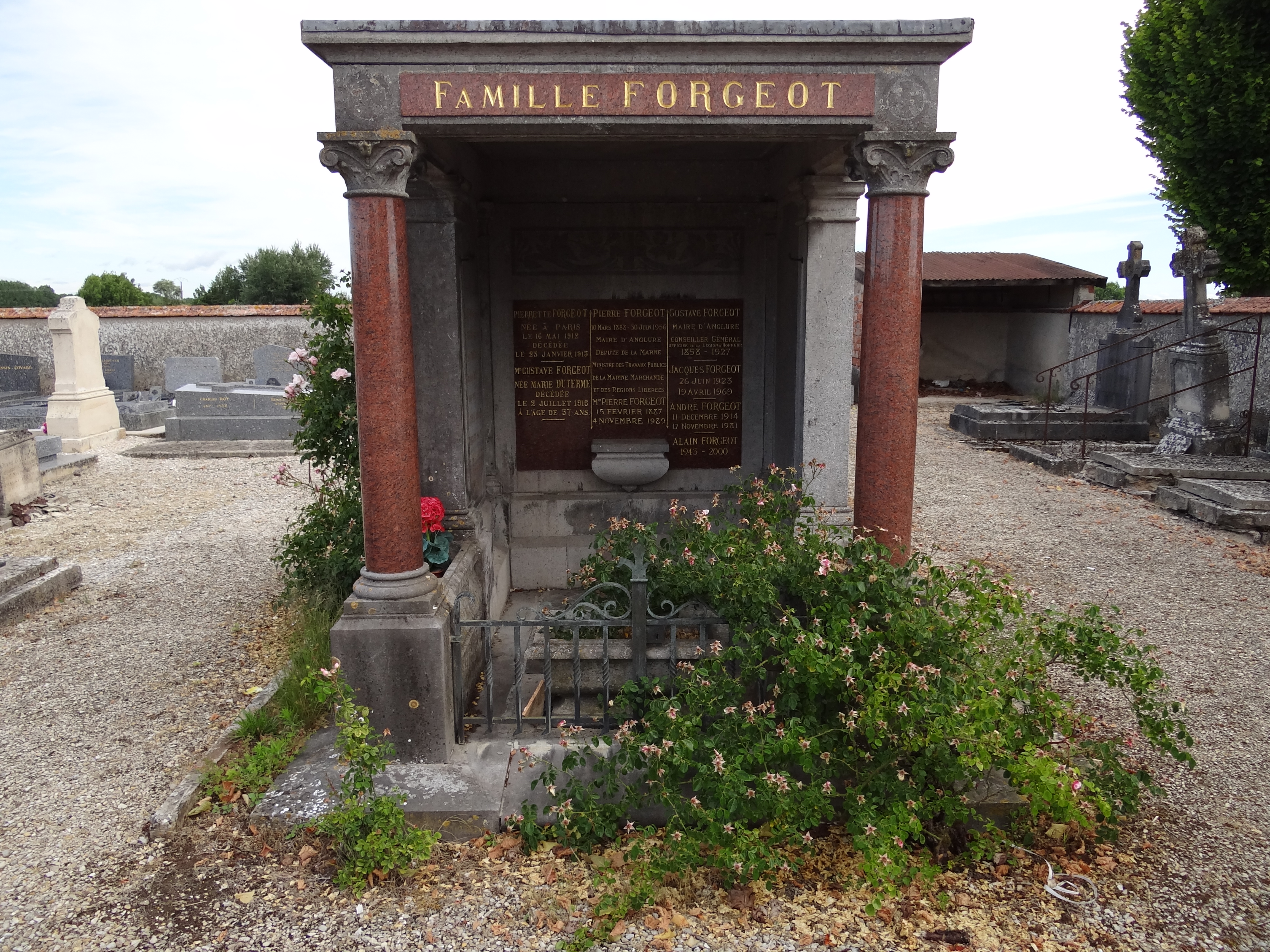
La tombe de Pierre Forgeot au cimetière d'Anglure (Marne).

## Sources
- « Pierre Forgeot », dans le Dictionnaire des parlementaires français (1889-1940), sous la direction de Jean Jolly, PUF, 1960 [détail de l’édition]
- Alexandre Niess, « Pierre Forgeot, un Angluriot au Palais Bourbon », Du Pays Sézannais, 2007
- Pierre Forgeot. Sa pensée politique, 1975.
- Reims et la Marne, almanach de la guerre, Matot, Jules, 1916 sur Gallica
- Pierre Forgeot - Base de données des députés français depuis 1789 - Assemblée nationale